# Мане мак Нейлл (король Лагора)
Мане мак Нейлл (др.‑ирл. Maine mac Néill; погиб в 712) — король Лагора (Южной Бреги; 701—712) из рода Сил Аэдо Слане.

## Биография
Мане был одним из сыновей первого короля Лагора Ниалла мак Кернайга Сотала. Он принадлежал к Уи Хернайг, одной из двух основных ветвей рода Сил Аэдо Слане.
Первое датированное свидетельство исторических источников о Мане мак Нейлле относится к 697 году, когда он участвовал в Биррском синоде. Здесь собрались множество знатных светских и духовных лиц не только из Ирландии, но и из Британии. На синоде по инициативе святого Адамнана был принят свод законов. В хартии, составленной по этому поводу, среди гарантов выполнения новых уставов были названы король Ниалл мак Кернайг Сотал, его брат Коналл Грант, упоминаемый как «король части Бреги», и сын Мане.
Мане мак Нейлл унаследовал власть над Лагором после того, как его отец был убит в 702 году королём всей Бреги Иргалахом мак Конайнгом Куйрре из рода Уи Хонайнг. Это убийство было одним из эпизодов борьбы королей Лагора с королями Наута из Уи Хонайнг за гегемонию над Брегой.
В 704 году брат Мане мак Нейлла, Фогартах, потерпел от короля Лейнстера Келлаха Куаланна поражение в сражении при Клаенате (современном Клейне). Сам король Мане пал в 712 году в сражении с правителем небольшого королевства Фир Хул Брег Фланном мак Аэдо, союзником короля всей Бреги Амалгайда мак Конгалайга. После гибели Мане новым правителем Лагора (Южной Бреги) стал его дядя Коналл Грант.